# Enzo Menegotti
Enzo Menegotti (Verona, Provincia de Verona, Italia, 13 de julio de 1925 - Bolzano, Provincia autónoma de Bolzano, Italia, 24 de febrero de 1999) fue un futbolista italiano. Se desempeñaba en la posición de centrocampista.

## Selección nacional
Fue internacional con la selección de fútbol de Italia en 2 ocasiones. Debutó el 30 de marzo de 1955, en un encuentro amistoso ante la selección de Alemania que finalizó con marcador de 2-1 a favor de los italianos.

## Clubes
| Club           | País   | Año         |
| -------------- | ------ | ----------- |
| Modena F. C.   | Italia | 1945 - 1951 |
| A. C. Milan    | Italia | 1951 - 1952 |
| Udinese Calcio | Italia | 1952 - 1957 |
| A. S. Roma     | Italia | 1957 - 1959 |

## Palmarés

### Campeonatos nacionales
| Título  | Club           | País   | Año     |
| ------- | -------------- | ------ | ------- |
| Serie B | Udinese Calcio | Italia | 1955-56 |